# Ilse Koch

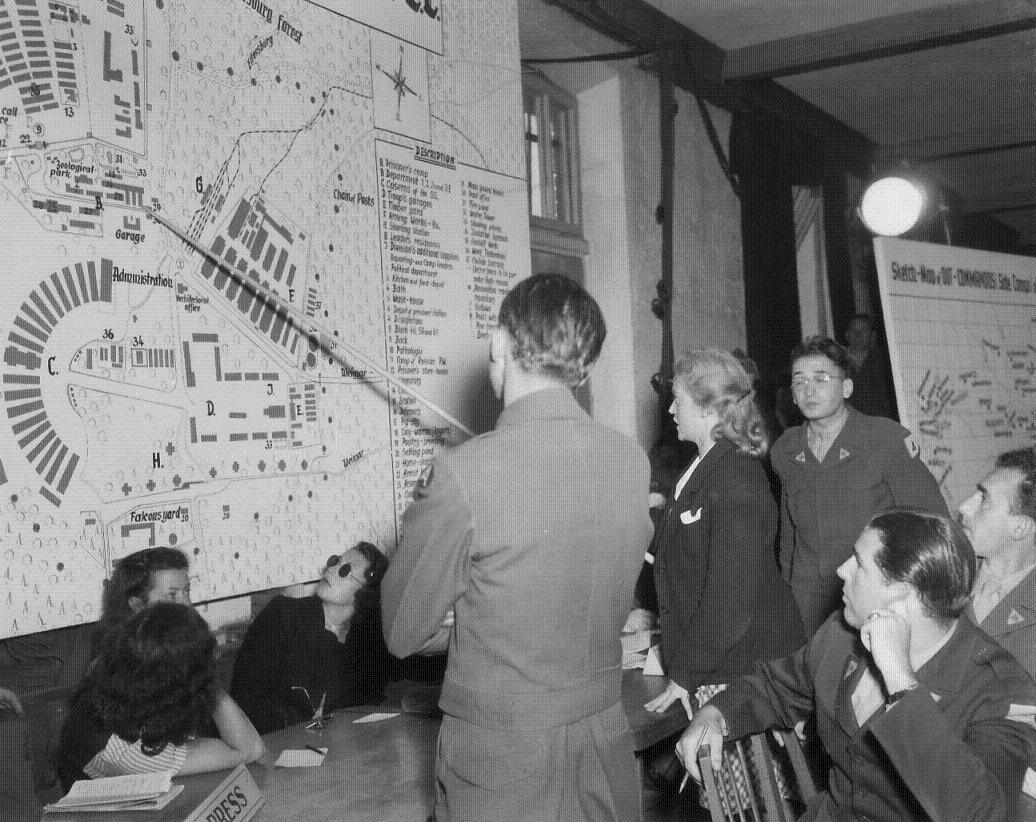
Ilse Koch w trakcie zeznań przed trybunałem amerykańskim

Margarete Ilse Koch, z domu Köhler (ur. 22 września 1906 w Dreźnie, zm. 2 września 1967 w Aichach) – niemiecka nadzorczyni SS (SS-Aufseherin) w niemieckich obozach koncentracyjnych, od 1936 żona Karla Otto Kocha, komendanta obozu w Buchenwaldzie, zbrodniarka wojenna, w powojennych Niemczech zwana „Komandorową z Buchenwaldu”.

## Życiorys
Ilse Koch była trzecią córką majstra, ukończyła szkołę handlową i w 1922 odbyła praktykę zawodową w księgowości, potem pracowała w różnych zakładach jako sekretarka. W kwietniu 1932 wstąpiła do NSDAP (nr 1130836). Tu poznała swego przyszłego męża, oficera SS Karla Kocha, z którym 25 maja 1936 wzięła ślub. Rodzina mieszkała na terenie obozu KZ Buchenwald od lipca 1937 do stycznia 1941. Tu urodziło się troje dzieci (Artwin: 17 czerwca 1938, Gisela: 26 kwietnia 1939 i Gudrun: 11 grudnia 1940 zm. w lutym 1941 na skutek nieprawidłowego odżywiania). Małżeństwo nie było jednak szczęśliwe, gdyż Koch oddalił się od żony, a ona miała romanse z Hermannem Florstedtem i naczelnym lekarzem obozu w Buchenwaldzie Waldemarem Hovenem.
W 1941 została awansowana na SS-Oberaufseherin, czyli główną nadzorczynię obozu kobiecego, której podlegały wszystkie strażniczki ze służb pomocniczych SS. Przez więźniów była nazywana „Suką z Buchenwaldu” lub „Wiedźmą z Buchenwaldu”. Więźniowie zeznawali po wojnie, iż Ilse Koch osobiście wybierała więźniów z „ciekawymi” tatuażami, po czym nakazywała wyrabianie rękawiczek, torebek, opraw książek i abażurów z ludzkiej skóry (z tego względu zyskała także przydomek „Ilsa-Abażur”). Stwierdzono, że pod wpływem męża zaczęła torturować więźniów i więźniarki, m.in. z lubością zmuszając ich do gwałtów na innych współwięźniarkach. Za te ekscesy o podłożu seksualnym została zdyscyplinowana nawet przez nazistów.
W sierpniu 1943 małżonkowie zostali aresztowani przez SS w Weimarze pod zarzutem korupcji i potrójnego morderstwa. Nie potwierdziły się podejrzenia, że Ilse Koch pomagała w defraudacji kosztowności pochodzących od ludzi osadzonych w obozie, za którą Karl Koch został stracony przez władze hitlerowskie tuż przed końcem wojny. W grudniu 1944 Ilse Koch została uniewinniona. 30 czerwca 1945 w Ludwigsburgu została aresztowana przez wojska amerykańskie jako domniemana zbrodniarka wojenna. W 1947 została jako jedyna kobieta oskarżona w procesie buchenwaldzkim w Dachau za przestępstwa przeciwko ludzkości i skazana na karę dożywocia. Wniosła rewizję.
Ilse Koch w trakcie pobytu w areszcie zaszła po raz czwarty w ciążę (nigdy nie ujawniła nazwiska ojca swego dziecka), dlatego dożywocie zamieniono jej na jedynie cztery lata pozbawienia wolności. Wyrok zapadł w 1947 na mocy decyzji amerykańskiego trybunału wojennego. 29 października 1947 urodziła syna Uwe Köhlera.
W związku z licznymi protestami pod koniec 1949 została oskarżona przed państwowym trybunałem bawarskim o mordy i znęcanie się nad niemieckimi więźniami. Zarzut zlecania przez nią wyrobu „dzieł sztuki” z ludzkich szczątków nie został dostatecznie udowodniony. 15 stycznia 1951 sąd w Augsburgu skazał ją na dożywocie. W następnych latach starała się bezskutecznie o ułaskawienie. Koch powiesiła się w swej celi na prześcieradle w więzieniu kobiecym w Aichach 2 września 1967.

## Odniesienie w kulturze
Ilse Koch jest drugoplanową bohaterką powieści Wieczory kaluki autorstwa Howarda Jacobsona. Do jej czwartej ciąży, dzięki której początkowo uniknęła dożywocia, nawiązał Tadeusz Borowski w opowiadaniu pt. Rekord. Stanowiła pierwowzór tytułowej bohaterki z serii filmów „Ilsa” („Ilsa – Wilczyca z SS”, „Ilsa – Strażniczka Haremu”, „Ilsa – Syberyjska Tygrysica”, „Ilsa – Nikczemna Strażniczka”).